# Tratado de Schönbrunn

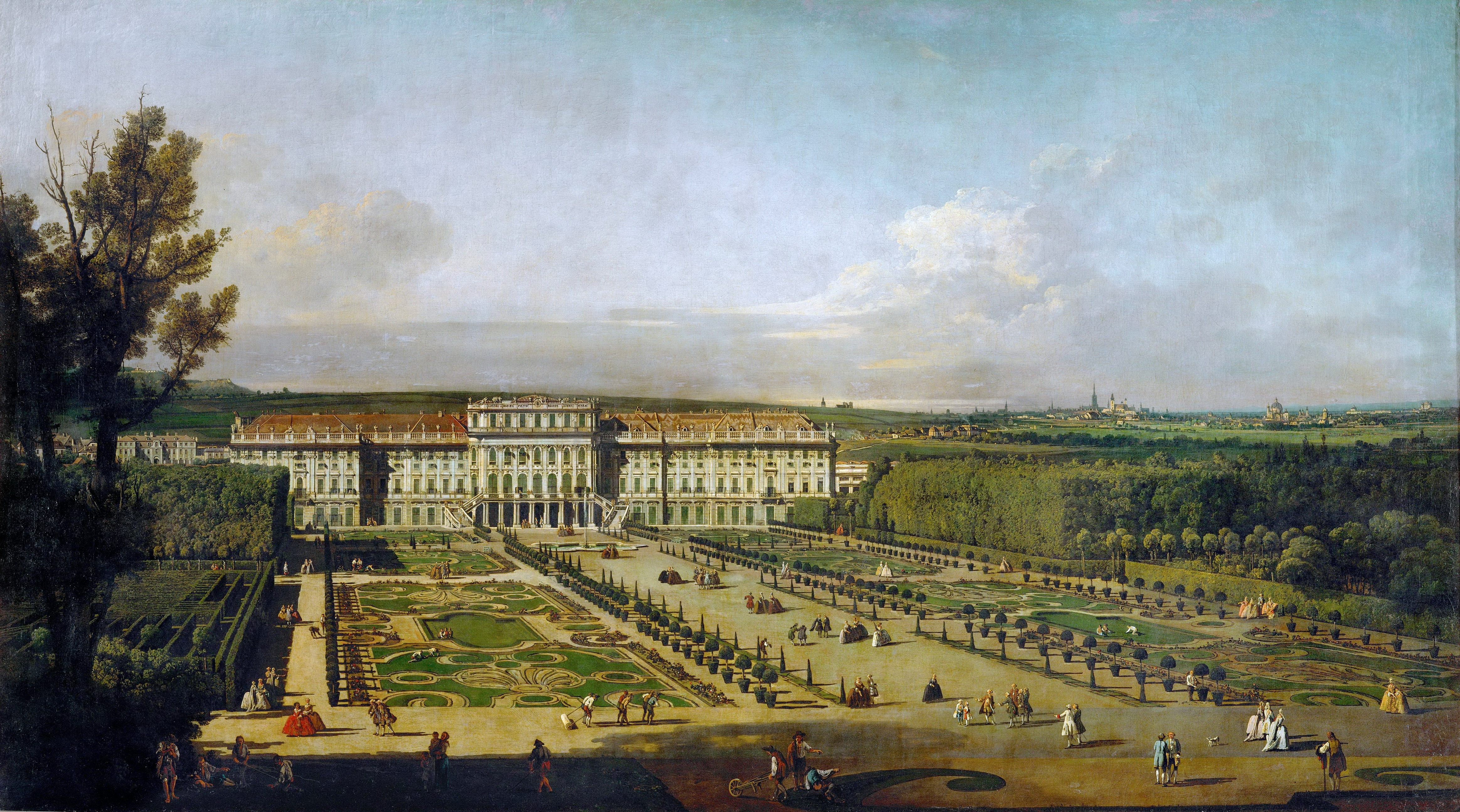
Palacio y jardín de Schönbrunn

El Tratado de Schönbrunn fue firmado entre Francia y Austria el 14 de octubre de 1809, poniendo fin a la guerra de la Quinta Coalición durante el período de las guerras napoleónicas. Fue firmado en el castillo-palacio del mismo nombre situado en Viena, que es hoy una de las mayores atracciones turísticas y culturales de Austria.
Austria fue definitivamente vencida en la batalla de Wagram, y en esta ocasión, Francia impuso duras condiciones para la paz. Austria había de reconocer las anteriores conquistas de Napoleón Bonaparte, así como a su hermano José como rey de España y unirse al bloqueo Continental al Reino Unido. Austria se vio al mismo tiempo obligada a ceder Salzburgo a Baviera, partes de Polonia al Gran Ducado de Varsovia, así como Trieste, Carniola y Dalmacia, al sur del río Sava, a Francia y el Krai de Tarnópol al Imperio ruso. También tuvo que pagar una elevada indemnización económica de 85 millones de francos.

## II Tratado de Schönbrunn
En 1963, el presidente estadounidense John Kennedy y el primer ministro soviético Nikita Jrushchov se encontraron asimismo en este palacio para dar pasos significativos hacia la prohibición de las pruebas nucleares atmosféricas.

## Tratado de Schönbrunn
Austria pierde:
Salzburgo, Dalmacia, Trieste, Gorizia, Villach, Carniola y partes de Polonia.
 Primer Imperio Francés gana: 
Carniola, Gorizia, Villach, Dalmacia y Trieste. Se constituyen las Provincias Ilirias
 Reino de Baviera gana: 
Innviertel y Salzburgo.
 Gran Ducado de Varsovia gana: 
Parte del territorio histórico polaco. La mitad occidental de Galitzia, Zamość y Cracovia.